# Histoire de l'imagerie par résonance magnétique
 (février 2022).
Si vous disposez d'ouvrages ou d'articles de référence ou si vous connaissez des sites web de qualité traitant du thème abordé ici, merci de compléter l'article en donnant les références utiles à sa vérifiabilité et en les liant à la section « Notes et références ».
 (février 2022).
- Si vous ne connaissez pas le sujet, laissez ce bandeau (vous pouvez alors contacter les auteurs).
- Si vous supprimez le contenu mis en cause (vous pouvez préalablement contacter les auteurs),

argumentez précisément cette suppression dans la page de discussion
(un manque de référence n'est pas un argument ; une recherche réelle de référence doit avoir été effectuée, être formellement documentée).
 (novembre 2021).
L’histoire de l'imagerie par résonance magnétique (IRM) comprend les travaux de nombreux chercheurs qui ont contribué à la découverte de la résonance magnétique nucléaire (RMN) et décrit la physique sous-jacente de l'imagerie par résonance magnétique, dès le début du XXe siècle. L'imagerie par résonance magnétique a été inventée par Paul Lauterbur, qui a mis au point un mécanisme permettant d'encoder des informations spatiales dans un signal RMN à l'aide de gradients de champ magnétique, en septembre 1971 ; il a publié la théorie qui la sous-tend en mars 1973. Les facteurs conduisant au contraste de l'image (différences entre les valeurs de temps de relaxation des tissus) avaient été décrits près de 20 ans plus tôt par le médecin et scientifique Erik Odeblad et Gunnar Lindström. Parmi les nombreux autres chercheurs de la fin des années 1970 et des années 1980, Peter Mansfield a perfectionné les techniques utilisées pour l'acquisition et le traitement des images par résonance magnétique. En 2003, Lauterbur et lui ont reçu le prix Nobel de physiologie ou médecine pour leur contribution au développement de l'IRM. Les premiers scanners d'IRM cliniques ont été installés au début des années 1980 et d'importants développements de la technologie ont suivi au cours des décennies suivantes, conduisant à son utilisation généralisée en médecine aujourd'hui.

## Résonance magnétique nucléaire
En 1950, Erwin Hahn a détecté pour la première fois les échos de spin et la désintégration par induction libre. En 1952, Herman Carr a produit un spectre RMN unidimensionnel, comme indiqué dans sa thèse de doctorat à Harvard.
L'étape suivante (du spectre à l'imagerie) a été proposée par Vladislav Ivanov en Union soviétique, qui a déposé en 1960 une demande de brevet pour un dispositif d'imagerie par résonance magnétique. La principale contribution d'Ivanov était l'idée d'utiliser un gradient de champ magnétique, combiné à une excitation/lecture de fréquence sélective, pour coder les coordonnées spatiales. En termes modernes, il s'agissait uniquement de l'imagerie de la densité de protons (et non des temps de relaxation), qui était également lente, puisqu'une seule direction de gradient était utilisée à la fois et que l'imagerie devait être effectuée tranche par tranche. Néanmoins, il s'agissait d'une véritable procédure d'imagerie par résonance magnétique. D'abord rejetée comme « improbable », la demande d'Ivanov a finalement été approuvée en 1984 (avec la date de priorité initiale).

## Temps de relaxation et premiers développements de l'IRM
En 1959, Jay Singer avait étudié le flux sanguin en mesurant les temps de relaxation par RMN du sang chez des êtres humains vivants. Ces mesures n'ont pas été introduites dans la pratique médicale courante avant le milieu des années 1980, bien qu'un brevet pour un appareil de RMN du corps entier permettant de mesurer le flux sanguin dans le corps humain ait été déposé par Alexander Ganssen au début de 1967.
Dans les années 1960, les résultats des travaux sur la relaxation, la diffusion et l'échange chimique de l'eau dans les cellules et les tissus de différents types sont apparus dans la littérature scientifique. En 1967, Ligon a rapporté la mesure de la relaxation par RMN de l'eau dans les bras de sujets humains vivants. En 1968, Jackson et Langham ont publié les premiers signaux RMN provenant d'un animal vivant, un rat anesthésié.
Dans les années 1970, on s'est rendu compte que les temps de relaxation sont des déterminants clés du contraste en IRM et qu'ils peuvent être utilisés pour détecter et différencier toute une série de pathologies. Un certain nombre de groupes de recherche ont montré que les premières cellules cancéreuses avaient tendance à présenter des temps de relaxation plus longs que les cellules normales correspondantes, ce qui a suscité un intérêt initial pour l'idée de détecter le cancer par RMN. Ces premiers groupes comprennent Damadian, Hazlewood et Chang et plusieurs autres. Ils ont également lancé un programme visant à cataloguer les temps de relaxation d'un large éventail de tissus biologiques, qui est devenu l'une des principales motivations du développement de l'IRM.

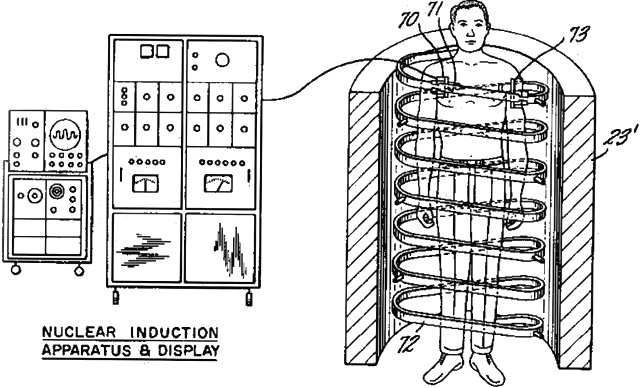
Raymond Damadian : "Appareil et méthode pour détecter le cancer dans les tissus".

Dans un article publié en mars 1971 dans la revue Science, Raymond Damadian, un médecin arménien-américain et professeur au Downstate Medical Center de l'université d'État de New York (SUNY), a signalé que les tumeurs et les tissus normaux pouvaient être distingués in vivo par RMN. Les méthodes initiales de Damadian étaient imparfaites pour une utilisation pratique, car elles reposaient sur un balayage point par point du corps entier et utilisaient les taux de relaxation, qui se sont avérés ne pas être un indicateur efficace des tissus cancéreux. Alors qu'il effectuait des recherches sur les propriétés analytiques de la résonance magnétique, Damadian a créé en 1972 un hypothétique appareil de détection du cancer par résonance magnétique. Il a fait breveter une telle machine, U.S. Patent 3,789,832 le 5 février 1974. Lawrence Bennett et le Dr Irwin Weisman ont également découvert en 1972 que les néoplasmes présentent des temps de relaxation différents de ceux des tissus normaux correspondants. Zenuemon Abe et ses collègues ont déposé le brevet pour un scanner RMN ciblé, le brevet américain 3,932,805 en 1973. Ils ont publié cette technique en 1974. Damadian prétend avoir inventé l'IRM.
La National Science Foundation des États-Unis note que « le brevet comprenait l'idée d'utiliser la RMN pour "scanner" le corps humain afin de localiser les tissus cancéreux ». Toutefois, il ne décrivait pas une méthode permettant de générer des images à partir d'un tel balayage ni la manière précise dont un tel balayage pourrait être effectué.

## Imagerie
Paul Lauterbur, de l'université de Stony Brook, a développé la technique de Carr et mis au point un moyen de générer les premières images IRM, en 2D et en 3D, en utilisant des gradients. En 1973, Lauterbur a publié la première image de résonance magnétique nucléaire et, en janvier 1974, la première image en coupe d'une souris vivante. À la fin des années 1970, Peter Mansfield, physicien et professeur à l'université de Nottingham, en Angleterre, a mis au point la technique d'imagerie écho-planaire (EPI) qui allait permettre de réaliser des scans en quelques secondes plutôt qu'en plusieurs heures et de produire des images plus claires que celles de Lauterbur. Damadian, ainsi que Larry Minkoff et Michael Goldsmith, ont obtenu l'image d'une tumeur dans le thorax d'une souris en 1976. Ils ont également réalisé la première IRM corporelle d'un être humain le 3 juillet 1977, études qu'ils ont publiées en 1977. En 1979, Richard S. Likes dépose un brevet sur l'espace k : U.S. Patent 4,307,343.

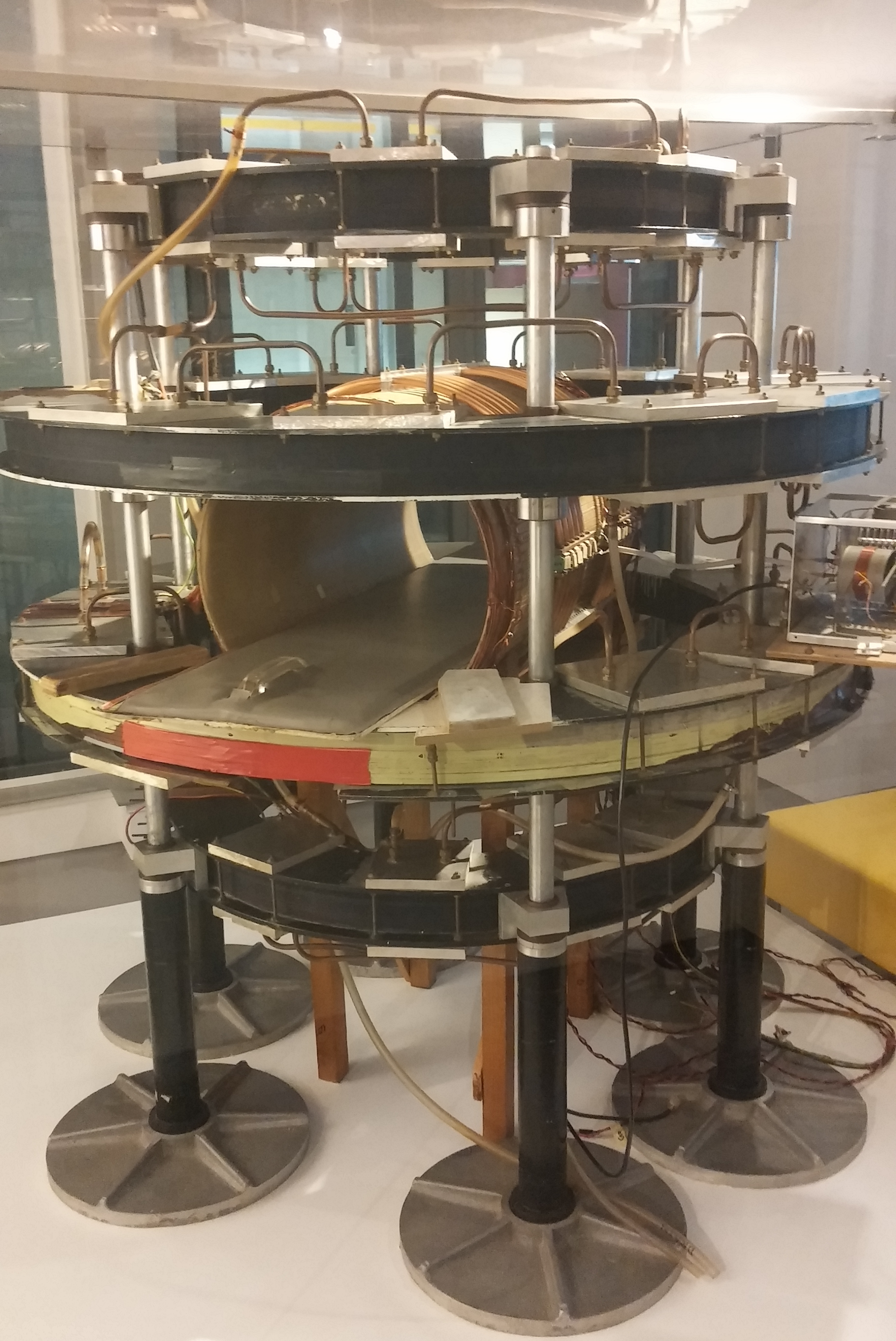
Scanner IRM Mark One. Le premier scanner IRM à être construit et utilisé, à l'Aberdeen Royal Infirmary en Écosse.

## Scanner du corps entier
Dans les années 1970, une équipe dirigée par John Mallard a construit le premier scanner IRM corps entier à l'université d'Aberdeen en Écosse. Le 28 août 1980, ils ont utilisé cette machine pour obtenir la première image cliniquement utile des tissus internes d'un patient grâce à l'IRM, qui a permis d'identifier une tumeur primaire dans la poitrine du patient, un foie anormal et un cancer secondaire dans ses os. Cet appareil a ensuite été utilisé au St Bartholomew's Hospital, à Londres, de 1983 à 1993. C'est à Mallard et à son équipe que l'on doit les avancées technologiques qui ont conduit à l'introduction généralisée de l'IRM.
En 1975, le département de radiologie de l'université de Californie à San Francisco a fondé le Radiologic Imaging Laboratory (RIL). Avec le soutien de Pfizer, de Diasonics et, plus tard, de Toshiba America MRI, le laboratoire a développé une nouvelle technologie d'imagerie et installé des systèmes aux États-Unis et dans le monde entier. En 1981, les chercheurs du RIL, dont Leon Kaufman et Lawrence Crooks, ont publié Nuclear Magnetic Resonance Imaging in Medicine. Dans les années 1980, cet ouvrage est considéré comme le manuel d'introduction définitif à ce sujet.
En 1980, Paul Bottomley rejoint le centre de recherche GE de Schenectady, dans l'État de New York. Son équipe a commandé l'aimant à champ le plus élevé alors disponible, un système de 1,5 T, et a construit le premier appareil à champ élevé, en surmontant les problèmes de conception des bobines, de pénétration des radiofréquences et de rapport signal/bruit pour construire le premier scanner IRM/SRM du corps entier. Les résultats se traduisent par la gamme de produits IRM 1,5 T, qui connaît un grand succès, avec plus de 20 000 systèmes livrés. En 1982, Bottomley a réalisé la première SRM localisée dans le cœur et le cerveau humains. Après avoir entamé une collaboration sur les applications cardiaques avec Robert Weiss à Johns Hopkins, Bottomley est revenu à l'université en 1994 en tant que professeur Russell Morgan et directeur de la division de recherche en RM.

## Techniques supplémentaires
En 1986, Charles L. Dumoulin et Howard R. Hart, de General Electric, ont mis au point l'angiographie par RM et Denis Le Bihan, a obtenu les premières images et a ensuite breveté l'IRM de diffusion. En 1988, Arno Villringer et ses collègues ont démontré que des agents de contraste de susceptibilité pouvaient être utilisés en IRM de perfusion. En 1990, Seiji Ogawa, des laboratoires AT&T Bell, a constaté que le sang appauvri en oxygène et contenant du dHb était attiré par un champ magnétique, et a découvert la technique qui sous-tend l'imagerie par résonance magnétique fonctionnelle (IRMf).
Au début des années 1990, Peter Basser et Le Bihan, travaillant au NIH, et Aaron Filler, Franklyn Howe et leurs collègues ont publié les premières images cérébrales DTI et tractographiques. Joseph Hajnal, Young et Graeme Bydder ont décrit l'utilisation de la séquence d'impulsions FLAIR pour mettre en évidence les régions à haut signal dans la matière blanche normale en 1992. La même année, John Detre et Alan P. Koretsky ont mis au point le marquage par spin artériel. En 1997, Jürgen R. Reichenbach, E. Mark Haacke et leurs collègues de l'université de Washington ont mis au point l'imagerie pondérée par susceptibilité.
Les progrès de la technologie des semi-conducteurs ont été cruciaux pour le développement de l'IRM pratique, qui nécessite une grande puissance de calcul.
Bien que l'IRM soit le plus souvent pratiquée en clinique à 1,5 T, des champs plus élevés, comme le 3 T pour l'imagerie clinique et plus récemment le 7 T pour la recherche, gagnent en popularité en raison de leur sensibilité et de leur résolution accrues. Dans les laboratoires de recherche, des études humaines ont été réalisées à 9,4 T (2006) et jusqu'à 10,5 T (2019). Des études sur des animaux non humains ont été réalisées jusqu'à 21,1 T.

## Imagerie au chevet du patient
En 2020, la Food and Drug Administration (USFDA) des États-Unis a donné son approbation 510(k) au système d'IRM de chevet d'Hyperfine Research. Le système Hyperfine revendique 1/20e du coût, 1/35e de la consommation électrique et 1/10e du poids des systèmes IRM conventionnels. Il utilise une prise électrique standard pour l'alimentation.

## Prix Nobel 2003
Reflétant l'importance fondamentale et l'applicabilité de l'IRM en médecine, Paul Lauterbur, de l'université de l'Illinois à Urbana-Champaign, et Sir Peter Mansfield, de l'université de Nottingham, ont reçu le prix Nobel 2003 de physiologie ou médecine pour leurs "découvertes concernant l'imagerie par résonance magnétique". Le prix Nobel reconnaît l'idée de Lauterbur d'utiliser les gradients de champ magnétique pour déterminer la localisation spatiale, une découverte qui a permis l'acquisition d'images 3D et 2D. Mansfield a été crédité de l'introduction du formalisme mathématique et du développement de techniques permettant une utilisation efficace des gradients et une imagerie rapide. Les recherches qui ont remporté le prix ont été effectuées près de 30 ans auparavant, alors que Paul Lauterbur était professeur au département de chimie de l'université de Stony Brook, dans l'État de New York. 